# OSV-volgorde
De OSV-volgorde (Object-Subject-Verb) is in de taaltypologie een ongebruikelijke volgorde van de woorden en zinsdelen, waarbij het subject in de zin achter het object maar voor de persoonsvorm staat. Een voorbeeld de zwaar gekunstelde Engelse zin Oranges Sam ate. In het Nederlands is een dergelijke constructie onmogelijk, om deze te vertalen moet een OVS-volgorde worden gebruikt: Sinaasappels at Sam.
Als standaardnorm komt deze volgorde slechts in een paar kleine talen voor, bijvoorbeeld het Kabardijns en de Arauaanse talen. De OSV-volgorde wordt ook gebruikt door het karakter Yoda uit de Star Warsfilms, waardoor een grammaticaal correcte maar toch exotisch klinkende vorm van Engels ontstaat.